# Палац великих герцогів (Люксембург)
Палац великих герцогів (люксемб. Groussherzogleche Palais, фр. Palais grand-ducal, нім. Großherzogliches Palais) – палац в місті Люксембург. Є офіційною резиденцією, де Великий герцог Люксембургу здійснює більшість своїх обов'язків як глава держави.

## Історія

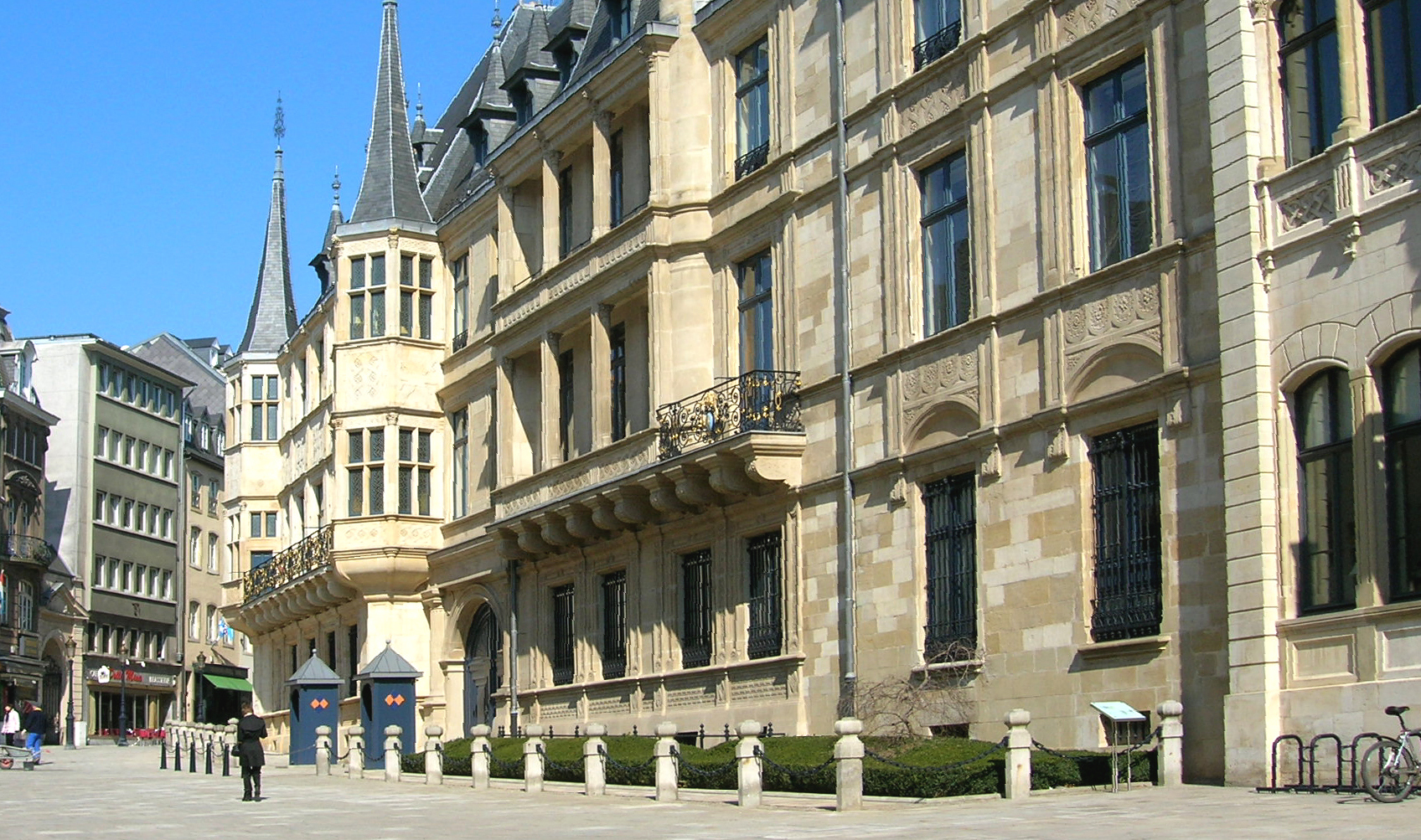
Палац великих герцогів у місті Люксембург

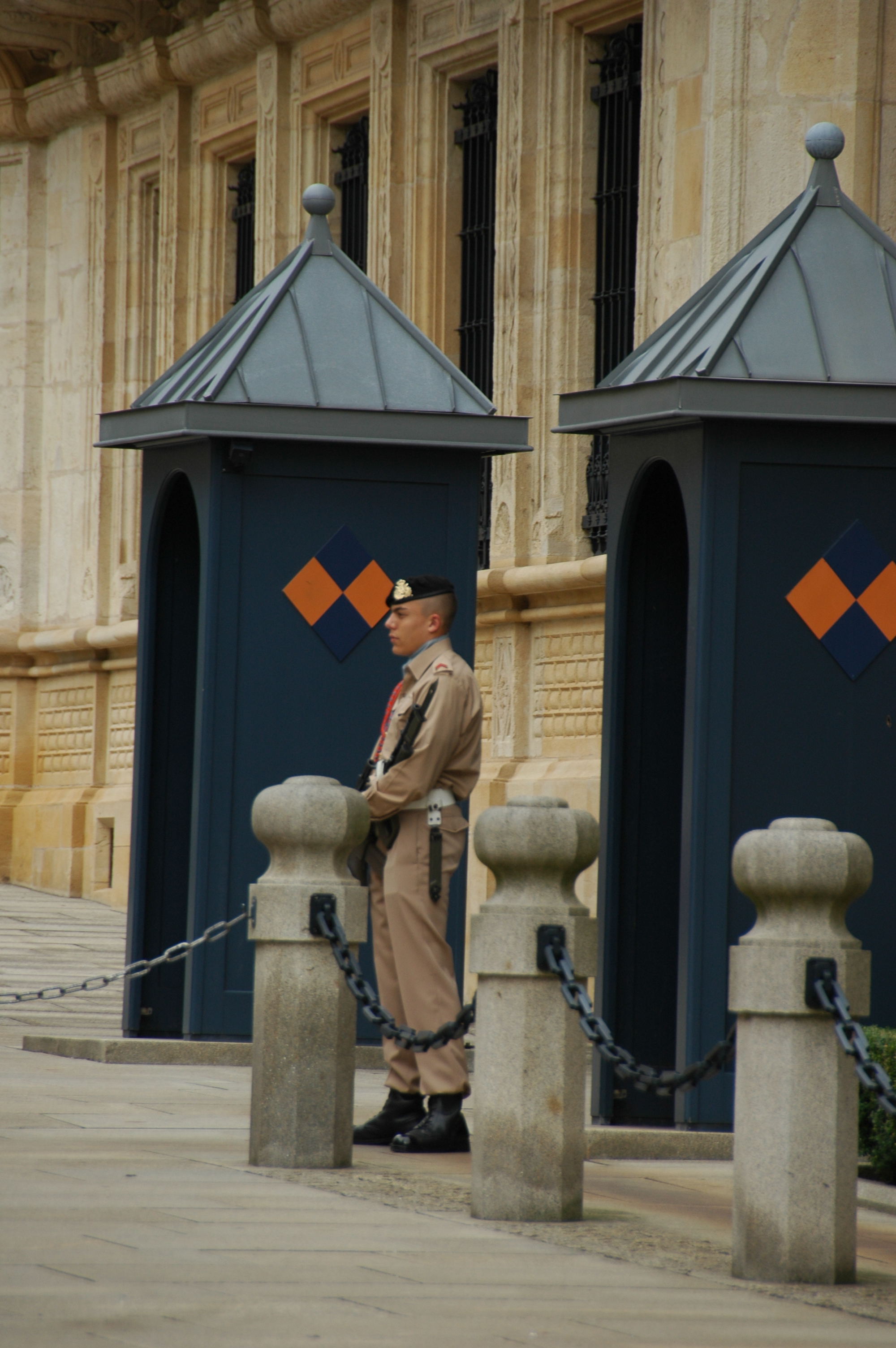
Варта палацу

Палац побудований в 1572-1573 роках як ратуша міста Люксембург, після того, як у 1554 році вибух на пороховому складі знищив цей квартал міста. Будинок ратуші постраждав під час обстрілу міста Вобаном в 1683-1684 роках. Палац було відновлено в 1728 році й розширено 13 років по тому. Після окупації Люксембургу французами в 1795 році в будівлі розмістилася адміністрація департаменту Форе.
З 1817 року ратуша правила за резиденцію намісників Оранської династії. Коли в 1890 році великий герцог Адольф став першим за багато років правителем незалежного Люксембургу, він обрав палац намісника своєю резиденцією. За сім років до того інтер'єри палацу були відреставровані у зв'язку з візитом до міста короля Віллема III і його дружини Емми. За Адольфа I реставрацію було повністю завершено, також було добудовано нове крило з кімнатами для сім'ї і для гостей.
Під час німецької окупації у Другій світовій війні Палац Великих герцогів використовувався нацистами як музичний зал і таверна. Палацові було заподіяно великої шкоди, а велика кількість палацових меблів та колекцій картин була знищена. У 1945 році, після повернення з вигнання Великої герцогині Шарлоти, палац знову став представництвом Великих герцогів.
У 1960-х роках під наглядом Шарлотти палац був заново впорядкований. Він був повністю відреставрований у 1991-1996 роках. Інтер'єр палацу постійно оновлюється.
З 1945 до 1966 року церемоніальною охороною палацу опікувалася Варта Великого герцога. З 1966 року й до сьогодні ці обов'язки здійснюють солдати армії Люксембургу.

## Сьогодення
Як резиденція Великих герцогів, палац використовується для виконання офіційних функцій. Великий герцог і Велика герцогиня разом з почтом мають окремі офіси в палаці. Державні зали на першому поверсі використовуються для зустрічей і аудієнцій. У святвечір виступ Великого герцога транслюється з Жовтої кімнати.
Іноземні глави держав під час офіційних візитів розташовуються в палаці як гості Великого герцога та Великої герцогині, а Бальна зала використовується для державних бенкетів на їхню честь. Протягом року в палаці проходить багато інших прийомів, як, наприклад, прийом на честь Нового року на честь членів уряду та Палати депутатів.